# Heilig Avondmaalkerk
De Heilig Avondmaalkerk is een voormalige parochiekerk in de Noord-Brabantse plaats Best, gelegen aan de Max de Bossustraat in de wijk Naastenbest.

## Geschiedenis
De parochie werd opgericht in 1964 als vierde parochie van Best. In 1965 werd de kerk in gebruik genomen. Deze door A. van Merendonk ontworpen kerk was een van de acht sporthalkerken welke hij heeft ontworpen. De helft van het gebouw was als buurtcentrum in gebruik. De bedoeling was dat de gemeente het gebouw na vijf jaar zou kopen, wat nooit gebeurd is. In 1969 werd de Avondmaalparochie nog uitgebreid met een klein deel van de naastgelegen Sint-Odulphusparochie.
In 1987 werd de kerk gesloten. Hij ging onder meer dienst doen als kleinschalig theater, genaamd: Het Tejaterke.